# Real Sociedad Tudelana de los Deseosos del Bien Público
La Real Sociedad Tudelana de los Deseosos del Bien Público, o también la Tudelana, fue una de las primeras Sociedades Económicas de Amigos del País de España, creada en 1773 en la ciudad de Tudela (Navarra). Estuvo impulsada fundamentalmente por los marqueses de San Adrián. 

## Precedentes
Las costumbres de las tertulias que se acompañaron de representaciones teatrales con fines pedagógicos penetraron en los círculos nobiliarios de la ciudad de Tudela. Fue decisoria la influencia de la Real Sociedad Bascongada de Amigos del País, debido al contacto que mantenían los marqueses de San Adrián con Xavier María de Munibe e Idiáquez, el conde de Peñaflorida. Debido a esta relación el movimiento ilustrado navarro se decantó por la Ilustración de forma autónoma, con ritmos propios, descartándose la que diseñaba el Estado, aunque no faltaron tensiones.
El período de gestación no está muy documentado por lo que las motivaciones del protagonismo de la Ribera de Navarra para esta iniciativa. En todo caso la Ribera constituía una zona agrícola relativamente próspera, dentro del ámbito navarro, y las élites locales presentaron una actitud cultural destacada, en especial la familia de los Magallón, marqueses de San Adrián.
El origen más inmediato fue la tertulia de la "Conversación" con un número reducido de participantes pero estable. Más de la mitad de los miembros eran nobles o funcionarios.

## Fundación
Las reuniones se iniciaron en diciembre de 1773.
Francisco Magallón, muy involucrado en la Conversación falleció antes de la fundación de la sociedad. Siendo el núcleo fundador el hijo de este José María Magallón y el nieto, como alumno, del mismo nombre. Junto a ellos colaboraron Felipe González de Castejón y Tobar, Jorge Montesa, Manuel Cruzat, Joaquín Conchillos, Nicolás Mediano, Tadeo Arguedas, Vicente Borja, Manuel Vicente de morgutio y Gaytán de Ayala y Cristóbal Mª Cortés.

## Objetivos
El objetivo de culturización de la tertulia fue ambicioso en el número de temas a tratar con preocupación por el empirismo y la idea del bien general. El progreso de las "luces" exigía una sensibilización positiva hacia la tolerancia, la crítica y la sociabilidad. Debido a los obstáculos que se oponían para la expresión de manifestaciones culturales alejadas de la órbita del poder, solicitaron protección al virrey de Navarra Francisco Bucareli y Ursúa que lo concedió para que así "no carezca el Reino de Navarra de esta especie de congregaciones que hay en casi todas las provincias de la Monarquía".

## Desarrollo
A lo largo de 1775 los tertulianos se centraron en la creación de unos estatutos que se concluyeron en diciembre. En estos estatutos se adoptó el modelo de la Bascongada, aunque simplificados. Estableció cuatro comisiones: Agricultura; Ciencias y Artes útiles; Industria y Comercio; e Historia, Política y Buenas Letras.
En aquellos momentos se inició el proceso de formación de Sociedades Económicas locales, bajo la supervisión del Consejo Real de Castilla y dado que "sólo respetaba y era para las pretendidas academias en los reinos de Castilla y los demás que existen sujetos a las Audiencias y Chancillerías inferiores y que dependen del Supremo Consejo Real y Supremo independiente a ningún otro, conoció esta Conversación que no podía dirigir sus movimientos con respecto a otro Consejo sin incurrir en el quebrantamiento de nuestros propios Fueros y Constituciones sin, por consiguiente, granjearse en este primer paso notoriamente y con justicia el sentimiento de todo el Reino en su Diputación y ser objeto en las primeras Cortes de un contrafuero". Por lo que sus miembros decidieron presentarlo al Consejo Real de Navarra. Este, aunque partidario de la autorización, retrasó su respuesta ante las dudas sobre la instancia administrativa competente para otorgarla, remitiéndola a la Corte, que otorgó el permiso real el 8 de septiembre de 1777.
Entre 1778 y 1788 se inscribieron 88 miembros, siendo la etapa más fructífera de la Tudelana. Las tres etapas de la misma fueron de crecimiento (1778-1781), sostenimiento a bajo nivel (1782-1788) y decadencia a partir de 1789. Esta sociedad se extendió por la Ribera y se amplió hasta la Navarra Media, sin llegar a la montaña de Navarra.

## Etapa Final
La propia Sociedad Tudelana en 1798 es pesimista en el balance que hace de sus logros: "Ninguno, porque no hay fondos para hacer efectivas las tentativas, ni tampoco los alicientes de la remuneración de honor y utilidad que harían maravillas." Las discrepancias se iniciaron en verano de 1789 con la polémica del marqués de San Adrián y el resto de la Sociedad sobre discusión del papel de la industria en el programa de la institución (en este caso medidas para facilitar la venta de vinos de baja calidad). Por ello el marqués fue relegado, y sin cargos en la Sociedad desde 1792. Posteriormente se trasladó a Pamplona para actuar al frente de la Diputación de Navarra en la Guerra de la Convención y posteriormente se trasladó a Madrid por motivos de salud.
La agonía de la Sociedad se prolongó hasta 1800, con una interrupción absoluta, un leve despertar en 1807 y otro en 1816 que sería una nueva fundación que dio a Tudela un talante liberal por José Yanguas y Miranda y José Mª Magallón y Armendáriz, séptimo marqués de San Adrián y destacado "afrancesado".

## Otras Sociedades de Navarra
Al inicio del declive de la Tudelana, desde el consejo de Castilla se activó los mecanismos para facilitar la creación de una Sociedad Económica en Pamplona. Se creó la Sociedad Patriótica de Navarra, que tras garantizar la preeminencia de este Consejo sobre la Diputación de Navarra aprobó los estatutos el 18 de marzo de 1782. Sin embargo la sociedad se disolvió inmediatamente cuando los opositores la denunciaron por contrafuero.
Otros intentos se realizaron en 1802 por José María Larumbe, Prior del convento del Carmen de Pamplona, y en 1817 por Joaquín Undiano , vicario de Lizarraga de Izagaondoa.
Durante el trienio Liberal funcionó una Sociedad Patriótica en Pamplona. En 1842 se creará la Sociedad Económica de Pamplona que ha funcionado de manera intermitente prácticamente hasta la actualidad.